# آندروژن
آندروژن (به فرانسوی: Androgène)، یا هورمون آندروژنی یا تستوئید (به انگلیسی: testoid) نام اصطلاحی است که به‌طور عمومی برای اشاره به هر ترکیب طبیعی یا مصنوعی (معمولاً یک هورمون استروئیدی) به کار می‌رود، که با اتصال به گیرنده‌های آندروژنی باعث تحریک، کنترل، توسعه یا نگهداری خصوصیات نرینه در مهره‌داران شود. این شامل فعالیت اجزای اندام‌های جنسی نر و توسعه صفات جنسی ثانویه در مردان نیز هست. آندروژن‌ها برای اولین بار در سال ۱۹۳۶ کشف شدند. آندروژن همچنین استروئید آنابولیک اصلی، و همین‌طور منشأ همه استروژن‌ها می‌باشد. اصلی‌ترین و شناخته شده‌ترین آندروژن هورمون تستوسترون است. دی هیدروتستوسترون (DHT) و آندروستن دیون نیز آندروژن‌هایی هستند که هر چند به‌طور کلی کمتر شناخته شده‌اند، اما از اهمیت برابری در توسعه ویژگی‌های مردانه برخوردارند. DHT در زندگی جنین باعث تمایز آلت تناسلی، کیسه بیضه و پروستات می‌گردد، و نیز بعدها در طول زندگی انسان منجر به ریزش موی سر در مردان، رشد پروستات و فعالیت غدد سباسه می‌شود. آندروژن یک نام کلی برای ترکیبات ساخته شده صنعتی (داروهایی مانند دانازول) یا تولید شده در بدن (هورمونهایی مانند تستوسترون) است که دارای خواص آندروژنیک هستند.

## کارکردها
قوی‌ترین آندروژن تستوسترون است که بیشتر به وسیله سلولهای لایدیگ بیضه ترشح می‌شود. ترشح تستوسترون توسط لوتِئینیزینگ هورمون از غده هیپوفیز تحریک می‌شود، علاوه بر این فولیتروپین هم در کنترل ترشح آن نقشی اساسی به عهده دارد. بخش درونی کورتکس غدد فوق کلیوی و تخمدان به مقدار بسیار کمی تستوسترون ترشح می‌کنند علاوه بر این این آندروژن‌ها (مانند آندروستن‌دیون و دی‌هیدرواپی‌آندروسترون) به‌طور طبیعی قدرت کمتری دارند و به سرعت به تستوسترون متابولیز می‌شوند.
میزان ترشح تستوسترون در خون افراد مذکر در سه دوره از زندگی بالا می‌رود:
1. دوره جنینی: ترشح بالای تستوسترون در این دوران موجب بروز تغییرات فیزیولوژیکی می‌شود که نوع نر را از نوع ماده متمایز می‌نماید. کمی قبل از تولد ترشح تستوسترون کاهش می‌یابد.
2. دوره نوزادی: کمی پس از تولد در دوره نوزادی، مجدداً سطح ترشح تستوسترون افزایش یافته و پس از چند ماه دوباره کاهش می‌یابد.
3. دوران بلوغ: ترشح تستوسترون در جنس مذکر در دوران بلوغ با تحریک به وسیله هیپوفیز یعنی افزایش ترشح LH (لوتئینیزینگ هورمون) و FSH (هورمون فعال کنندهٔ فولیکول) دو هورمون هیپوفیزی کنترل‌کننده ترشح تستوسترون، افزایش می‌یابد. ترشحات هیپوفیزی نیز به نوبه خود تحت تأثیر ترشحات هیپوتالاموسی یعنی LHRH (هورمون رها کنندهٔ لوتئینیزینگ هورمون) و FSHRH (هورمون رها کنندهٔ هورمون فعال کنندهٔ فولیکول) افزایش می‌یابند.

این ترکیبات با اتصال به گیرنده‌های آندروژنیک در سلولها پیشرفت یا بروز صفات مردانه را تحریک یا کنترل می‌کنند. این صفات می‌توانند مربوط به فعالیت اندامهای جنسی مردانه باشند (مانند رشد بیضه) یا پیشرفت صفات ثانویه جنسی در مردان (مانند رشد موهای ریش و آکنه). اغلب آندروژنها خواص آنابولیک مانند رشد سلولهای عضلانی و تحریک ساخت هموگلوبین نیز دارند. برخی ترکیبات آندروژنیک به صورت طبیعی در بدن خانمها نیز تولید می‌شود که افزایش تولید آنها در برخی بیماریها روی می‌دهد.

## تولید در بدن
آندروژنهای درونزاد عموماً در قشر غده فوق کلیوی با ساختار استروئیدی ۱۹ کربنه از پیشسازهایی نظیر کلسترول تولید می‌شوند مانند آندروستن دایون، DHEA و DHEA-S. آندروستن دایون در بیضه و تخمدان نیز تولید می‌شود و به تستوسترون متابولیزه می‌شود. آندروژن‌ها عموماً به وسیله بیضه‌ها و به مقدار کمتری توسط بخش بیرونی یا همان کورتکس غدد فوق کلیوی و تخمدان ترشح می‌گردند. آندروژن‌ها در مردان باعث رشد و حفظ صفات جنسی و اعمال متعددی مانند تولید مثل طبیعی، توانایی انجام عمل جنسی، رشد اسکلت و ماهیچه‌های اسکلتی و نیز رشد هنگام بلوغ دخالت دارند. در زنان باعث رشد موی شرمگاهی شده، احتمالاً میل جنسی را تحریک می‌کنند و نیز به عنوان پیش‌تاز استروژن دارای تأثیر می‌باشند.

## اثرات
تستوسترون و مشتقاتش دارای اثرات آندروژنیک می‌باشند، یعنی در زنان موجب کلفت شدن صدا، بزرگ شدن کلیتوریس شده و در مردان پیش از سن بلوغ باعث بزرگی آلت، نعوظ مداوم و غیرطبیعی آلت و بسته شدن زود رس صفحات رشد طولی استخوان، در مردان پس از سن بلوغ باعث آتروفی بیضه، کاهش حجم انزال، کاهش اسپرم، بزرگی پستان و رشد غدد شیری در مرد (ژنیکوماستی)، طاسی سر، پرمویی بدن و ایمپوتانس می‌شود. البته فقدان فعالیت آندروژنی به وسیله کاهش عملکرد بیضه‌ها یا اخته کردن منجر به بروز عوارض ذیل می‌گردد:
عدم بلوغ، بلند قدی بیش از حد، دستها و پاهای دراز، صدا نازک و زنانه، عضلات ضعیف، اجتماع چربی در نواحی شانه، پستان، ران، و شکم که موجب ظاهر زنانه می‌شود، بروز ننمودن طاسی مردانه، کم پشت شدن یا عدم رویش ریش و سایر موهای بدن، عدم رشد دستگاه تناسلی، کاهش یا عدم وجود میل جنسی.
آندروژن‌ها مهم‌ترین عامل کنترل رشد موی سر انسان هستند. رشد سبیل، موهای زیر بغل و ناحیه کشاله ران به آندروژن‌ها وابسته است. موی سر پس از بلوغ به هورمون‌های مردانه (آندروژن‌ها) واکنش منفی نشان داده و به مرور سبب کاهش تعداد و ریزش آن‌ها می‌شود.

## کاربردها
به دلیل تأثیرات متعدد آندروژنها در اندامهای مختلف این داروها کاربردهای مختلفی دارند. در صورت عدم بروز به موقع صفات ثانویه جنسی، کندی رشد، کمخونی، آندومتریوز، در جلوگیری از حاملگی، درمان استئوپروز دوران یائسگی، سرطان سینه، سندرم تخمدان پلی‌کیستیک و غیره همچنین داروهای آنتی آندروژن مانند لوپرورلین و سیپروترون نیز در مواردی مانند سرطان پروستات و ریزش موی مردانه بکار می‌روند.